# Eugene O’Neill

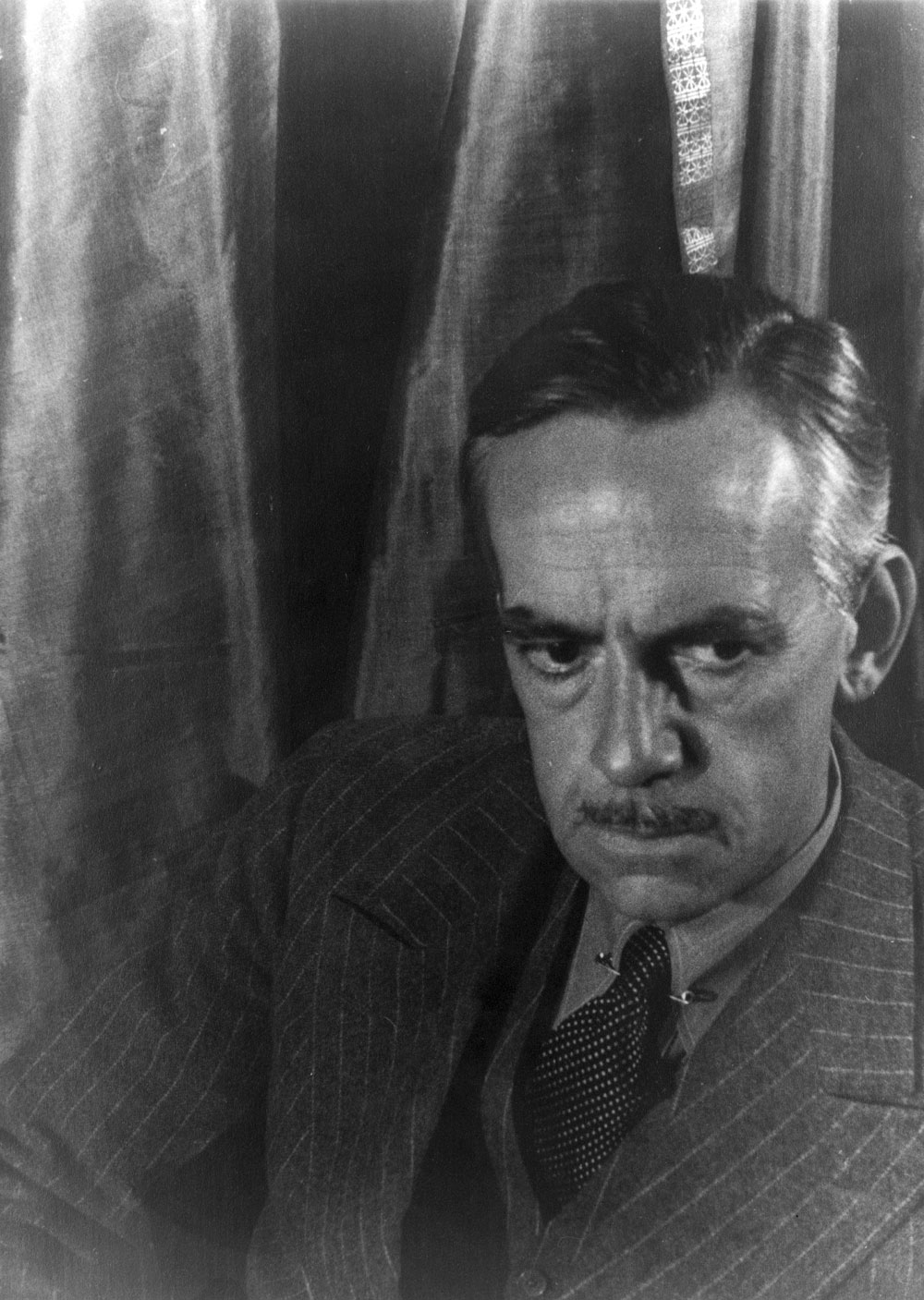
Eugene O’Neill, fotografiert von Carl van Vechten am 5. September 1933

Eugene Gladstone O’Neill (* 16. Oktober 1888 in New York City; † 27. November 1953 in Boston) war ein US-amerikanischer Dramatiker und Literaturnobelpreisträger irischer Abstammung. Er ist zudem bis heute neben Robert Frost die einzige Person, der vier Pulitzer-Preise (1920, 1922, 1928, 1957) verliehen wurden – der letzte postum.

## Kindheit und Jugend

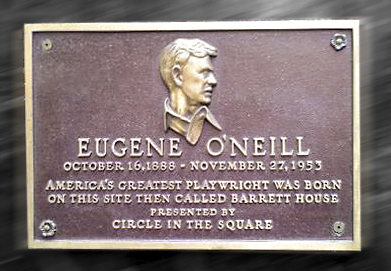
Gedenktafel am Geburtshaus in New York City

O’Neill wurde in einem Familienhotel am Broadway als dritter Sohn geboren. Der zweite Bruder Edmund (* 1885) war schon mit 1½ Jahren an Masern gestorben, der im Beruf erfolglose ältere Bruder verfiel später dem Alkohol.
Der Vater James O’Neill (ca. 1846–1920) stammte aus Kilkenny, Irland, und war Schauspieler. James, der 1850 mit seinen Eltern in die Vereinigten Staaten gekommen war, hatte sich aus armen Verhältnissen emporgearbeitet, konnte aber seine krankhafte Sparsamkeit nie überwinden. Eugene O’Neill reiste als Kind mit seinen Eltern und seinem älteren Bruder James jr. (1878–1923) auf den Gastspielreisen des Vaters durch die ganzen Vereinigten Staaten und lernte so schon früh das Theater kennen. Der bodenständige irische Katholizismus des Vaters und die mehr mystische Frömmigkeit der Mutter, Ellen Quinlan (ca. 1858–1922), lagen Eugenes Auseinandersetzung mit Gott und der Religion, die seine Dramen auszeichnen sollte, zugrunde.
Die alptraumhafte Unsicherheit seines frühen Lebens („I had no childhood“) wie auch die Drogenabhängigkeit seiner Mutter (die das Theater ablehnte) machte Eugene O’Neill später seinem Vater zum Vorwurf. Wenn er nicht mit der Familie auf Tournee war, besuchte er verschiedene katholische Internate, bis er es als Teenager durchsetzte, auf eine nicht konfessionell gebundene Schule zu wechseln. Die Sommerferien verbrachte er im einzigen dauerhaften Heim der Familie, einem bescheidenen Haus in New London, von wo aus man den Fluss Thames überblicken konnte. Nach dem Schulabschluss immatrikulierte er sich im Herbst 1906 an der Universität Princeton, wurde aber schon im Juni 1907 wegen eines Regelverstoßes entlassen. Er hatte eine Bierflasche durch ein Fenster des Universitätspräsidenten und späteren US-Präsidenten Woodrow Wilson geworfen.

## Zielloses Leben
Danach wechselte er von einem Job zum anderen. Zunächst fand er, der sowieso keine große Lust auf das College gehabt hatte, eine Sekretärsstelle in einem dubiosen New Yorker Versandgeschäft, an dem sein Vater beteiligt war. Nach dessen Schließung heiratete er am 2. Oktober 1909 die junge New Yorkerin Kathleen Jenkins. Die Heirat wurde von seiner Familie missbilligt und er brach noch im selben Jahr mit einem Bergbauingenieur als Goldsucher nach Honduras auf, musste jedoch schon im März 1910 wegen Malaria nach New York zurückkehren, wo sich die Eheleute noch vor der Geburt des Sohnes Eugene jr. trennten. Dieser lernte seinen Vater erst mit elf oder zwölf Jahren kennen.
Eugene O’Neills Vater machte ihn zum „Assistant Manager“ der Truppe, und O’Neill reiste mit ihr von St. Louis in Missouri bis Boston. Eugene, den der Job wenig interessierte, trat bald nach dem Ende der Spielzeit seine erste Seereise an. Die Fahrten als Seemann nach Südamerika (65 Tage auf einem norwegischen Schiff von Boston nach Buenos Aires) und Südafrika brachten ihn in Kontakt mit Schauerleuten, Entwurzelten und Ausgestoßenen aller Art, nach denen er viele seiner Figuren formte. In Argentinien fand er zunächst Beschäftigung in der technischen Zeichenabteilung der Westinghouse Electrical Company, dann in einer Wollpackanlage in La Plata, schließlich im Büro der Singer-Nähmaschinenfabrik in Buenos Aires. Es folgte eine Seereise nach Durban in Südafrika und zurück als Maultierhalter auf einem Rindertransporter. Danach war er längere Zeit völlig mittellos und führte im Hafenviertel und am Strand von Buenos Aires sowie später in New York und Liverpool das Leben eines Obdachlosen und wurde zum Trinker. Schließlich verdingte er sich als gewöhnlicher Seemann auf einem britischen Trampschiff, das ihn nach New York brachte. Danach folgte seine letzte Fahrt zur See als Matrose auf der Amerika-Linie New York–Southampton.

## Wendepunkt
Als er 23 Jahre alt war, ging es in seinem Leben wieder aufwärts. Er trat in der Spielzeit 1911/12 in der Truppe seines Vaters in einer kleinen Rolle auf und arbeitete – nach 15 Wochen mit der Familie nach New London in Connecticut zurückgekehrt – knapp sechs Monate lang als Reporter beim örtlichen „New London Telegraph“, zu dessen Poetry Column er von August bis Dezember vierundzwanzig Gedichte beitrug, die meisten satirisch. Die Sympathie des Verlegers der Zeitung, Frederick P. Latimer, war ihm trotz ihrer grundverschiedenen Ansichten gewiss. Latimer war auch der Erste, der erkannte, dass O’Neill großes schriftstellerisches Talent besaß, obwohl er ihn für den dickköpfigsten und unbelehrbarsten Sozialrebellen hielt.
Nach einem Selbstmordversuch im Jahr 1912 und der Scheidung seiner kurzen Ehe mit Kathleen Jenkins im selben Jahr brach er im Dezember 1912 gesundheitlich zusammen. In Gaylord Farm in Wallingford, Connecticut, einem Sanatorium, blieb er fünf Monate, um seine Tuberkulose auszuheilen. Ans Bett gefesselt war er nicht, denn die Therapie setzte auf körperliche Abhärtung. Hier wurde nicht nur seine Gesundheit einigermaßen wiederhergestellt – d. h. das Fortschreiten der Krankheit gestoppt –, es war auch der Wendepunkt seines bisher ziellosen Lebens.

## Neubeginn als Dramatiker
Er las im Sanatorium wie besessen Werke von Ibsen, Strindberg, Nietzsche und Dostojewski und fühlte sich angetrieben, Dramatiker zu werden. Er verspürte zum ersten Mal den Drang, Stücke zu schreiben und die bisherigen Erfahrungen zu verarbeiten. Nach seiner Entlassung im späten Frühjahr 1913 verbrachte er einige Zeit zu Hause, und als die Spielzeit wieder begann, zog er zu einer befreundeten englischen Familie, von deren Haus man auf den Long-Island-Sund blickte. Hier blieb er über ein Jahr, las, ruhte, trieb Sport, härtete sich durch tägliches morgendliches Schwimmen, auch den ganzen Winter über, im Sund ab und schrieb vor allem. In etwa 15 Monaten verfasste er elf Einakter, zwei mehraktige Dramen und einige Gedichte.
Für sein Drama Jenseits vom Horizont erhielt O’Neill 1920 den Pulitzer-Preis. Als erster amerikanischer Dramatiker wurde er 1936 für die Kraft, Ehrlichkeit und tiefempfundenen Gefühle in seinem dramatischen Werk, das eine eigenständige Idee der Tragödie verkörpert, mit dem Nobelpreis für Literatur ausgezeichnet.
Immer wieder widmete sich O’Neill in seinen Stücken den innerlich zerbrochenen Figuren, die durch Selbstbetrug und Rausch versuchen, der Verantwortung ihres Lebens zu entfliehen. Mit radikaler Ehrlichkeit legt er die Abgründe seiner Figuren offen, die aus verdrängter Schuld, falschen Gefühlen und Resignation bestehen und im sinnlosen Kampf miteinander verstrickt sind. O’Neills Bezüge zur griechischen Tragödie werden nicht zuletzt in der Trilogie Trauer muss Elektra tragen (1931) deutlich, die seine tragische Antwort auf die Suche nach dem Lebenssinn darstellt.
Einen thematischen Mittelpunkt, dem O’Neills Schaffen nahezu durchweg zugeordnet werden kann, bildet in vielen seiner Werke die anklagende Auseinandersetzung mit „der göttlichen Daseinsmacht, der Versuch, den Menschen durch sich selbst zu rechtfertigen, durch die innere Größe im Ertragen des Leidens, im Scheitern.“
Am auffälligsten sind die Verbindungen zwischen O’Neills eigenem Leben und seinem Werk in dem 1941 vollendeten Stück Eines langen Tages Reise in die Nacht, dessen Veröffentlichung O’Neill testamentarisch erst 25 Jahre nach seinem Tod erlaubt hatte, das seine dritte Ehefrau Carlotta Monterey (1888–1970) als Witwe aber bereits 1956 freigab. So schrieb er dieser in der Widmung des Stücks: „Ich schenke Dir das Originalmanuskript dieses Schauspiels, es handelt von altem Leid, geschrieben mit Tränen und Blut.“ In der Person des Edmund, dem nach Halt Suchenden in einer unberechenbar und sinnlos gewordenen Welt, hatte er sich sein Spiegelbild geschaffen.
Auch in seinem privaten Leben wiederholten sich belastende Familienumstände. Von Carlotta Monterey wurde er 1946 wegen „seelischer Grausamkeit“ verklagt. Er verlor seinen Sohn durch Selbstmord. Oona O’Neill, die Tochter aus seiner zweiten Ehe mit Agnes Boulton (1893–1968) und spätere Ehefrau von Charlie Chaplin, suchte vergeblich mit O’Neill in Kontakt zu kommen. Von der Parkinson-Krankheit und Neuritis gezeichnet, vernichtete er kurz vor seinem Tod einen beträchtlichen Umfang seines Werkes.
In verschiedenen literaturwissenschaftlichen Veröffentlichungen wird auf die besondere Rolle O’Neills in der Entwicklung des modernen amerikanischen Dramas hingewiesen. So heißt es, sein Werk habe die Wendung des amerikanischen Theaters zur Tragödie bewirkt. Von den wenigen Komödien des Autors erreichte nur Ah, Wilderness! (1933), die eine glückliche Familie am US-Unabhängigkeitstag 1906 schildert, größere Bekanntheit.
1953 starb er in einem Bostoner Hotel an Tuberkulose.

## Werke (Auswahl)
- The (S.S.) Glencairn Plays (vier Einakter aus den 1910er Jahren)
- Beyond The Horizon, 1918 (Jenseits vom Horizont)
- The Emperor Jones, 1920 (Kaiser Jones)
- Anna Christie, 1920
- The Hairy Ape, 1922 (Der haarige Affe)
- All God’s Chillun Got Wings, 1924 (Alle Kinder Gottes haben Flügel)
- Desire Under the Elms, 1924 (Sehnsucht unter Ulmen)
- The Great God Brown, 1926 (Der große Gott Brown)
- Strange Interlude, 1928 (Seltsames Zwischenspiel)
- Mourning Becomes Electra, 1931 (Trauer muss Elektra tragen)
- Ah, Wilderness! 1933 (O Wildnis!)
- The Iceman Cometh, 1946 (Der Eismann kommt)
- A Moon for the Misbegotten, 1947 (Ein Mond für die Beladenen)
- Long Day’s Journey Into Night, 1956 (Eines langen Tages Reise in die Nacht)
- A Touch of the Poet, 1957 (Fast ein Poet – Insel-Bücherei 642/2)[5]

## Verfilmungen (Auswahl)
- 1923: Anna Christie – Regie: John Griffith Wray – mit Blanche Sweet
- 1930: Anna Christie – Regie: Clarence Brown – mit Greta Garbo
- 1930: Anna Christie (deutsche Version) – Regie: Jacques Feyder – mit Greta Garbo
- 1932: Strange Interlude – Regie: Robert Z. Leonard – mit Norma Shearer und Clark Gable
- 1935: Ah, Wilderness! – Regie: Clarence Brown – mit Lionel Barrymore und Wallace Beery
- 1933: Kaiser Jones (The Emperor Jones) – Regie: Dudley Murphy – mit Paul Robeson
- 1940: Der lange Weg nach Cardiff (The Long Voyage Home) – Regie: John Ford – Vorlage: vier Einakter – mit John Wayne und Thomas Mitchell
- 1944: The Hairy Ape – Regie: Alfred Santell – mit William Bendix und Susan Hayward
- 1947: Trauer muss Elektra tragen (Mourning Becomes Electra) – Regie: Dudley Nichols – mit Rosalind Russell und Michael Redgrave
- 1957: Begierde unter Ulmen (Desire Under the Elms) – Regie: Delbert Mann – mit Sophia Loren und Anthony Perkins
- 1960: The Iceman Cometh – Regie: Sidney Lumet – Fernsehfilm mit Jason Robards
- 1962: Eines langen Tages Reise durch die Nacht (Long Day’s Journey into Night) (auch Drehbuch)
- 1970: Trauer muss Elektra tragen – Fernsehfilm mit Peter Pasetti
- 1973: The Iceman Cometh – Regie: John Frankenheimer – mit Lee Marvin, Fredric March und Jeff Bridges
- 1987: Verhängnisvolle Liebe (Strange Interlude) – Regie: Herbert Wise – Fernsehfilm mit Kenneth Branagh

## Ehrungen und Dokumentarfilm
Neben dem Literaturnobelpreis (1936) erhielt er vier Pulitzer-Preise für Drama (1920, 1922, 1928, 1957). O’Neill wurde in die American Theater Hall of Fame aufgenommen. 1923 wurde er zum Mitglied der American Academy of Arts and Letters und 1935 der American Philosophical Society gewählt. In Waterford wurde 1964 das Eugene O’Neill Memorial Theater Center gegründet, ebenso wie 1959 in Midtown-Manhattan das Coronet Theatre in The Eugene O’Neill Theatre umgetauft wurde, das unter wechselnden Inhabern bis heute besteht und vor allem Musicals aufführt. Sein Haus in New London, das Monte Cristo Cottage, kam 1971 in die Denkmalschutzliste National Historic Landmark. Sein Haus in Danville nahe San Francisco wurde 1976 zur Eugene O’Neill National Historic Site.
Mit The Face of Genius as dem Jahr 1976 entstand unter der Regie von Alfred R. Kelman ein Dokumentarfilm.